# مي ينغزو
مي ينغزو (بالصينية: 梅膺祚) هو عالم لغة صيني، ولد في شوانتشنغ بمقاطعة آنهوي.
درس في كلية غوزيجيان خلال فترة سلالة مينغ الحاكمة
يشتهر مي ينغزو بكتابته لقاموس زيهوي الذي أدخل فيه ابتكارين معجميين لا يزالان يستخدمان حتى يومنا هذا: نظام 214-حرف لفهرسة المقاطع الصينية، والذي حل محل نظام 540-حرف لقاموس شوون جيزي التقليدي، وطريقة الفرز الحروف والضربات.